# Vlag van Picardië

Vlag van Picardië

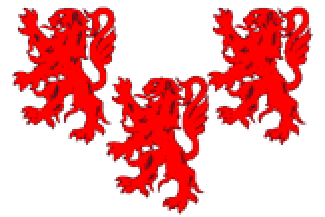
Vlag van Picardië (Bourgondische Provincie)

Logovlag van Picardië

De vlag van Picardië is een banier van het Picardische wapen, bestaande uit vier kwartieren. Door de overheid van de voormalige regio Picardië werd daarnaast een dienstvlag gebruikt met het regionale logo op een witte achtergrond.
De regio maakt na de regionale herindeling per januari 2016 deel uit van de regio Hauts-de-France. Hierdoor is de vlag niet meer in gebruik.

## Weergave historie
Het kwartier linksboven toont, net als dat rechtsonder, drie gouden fleurs-de-lys op een blauwe achtergrond als verwijzing naar de provincie Picardië in het oude Koninkrijk Frankrijk; de andere twee kwartieren bevatten elk drie rode Hollandsche Leeuwen op een witte achtergrond, terwijl Hollandse leeuwen traditioneel op een gele achtergrond getoond worden. De drie leeuwen verwijzen naar Picardie als meest zuidelijke, van de Lage Landen onder Bourgondisch bestuur.